# Pier Paolo Pasolini
Pier Paolo Pasolini, född 5 mars 1922 i Bologna, död 2 november 1975 i Ostia utanför Rom, var en italiensk filmregissör, författare och essäist. Han blev bland annat känd för filmerna Matteusevangeliet och den kontroversiella De 120 dagarna i Sodom. Flera av hans diktsamlingar har getts ut på svenska och ett antal av hans teaterpjäser har satts upp i Sverige.

## Biografi

### Tidiga år
Pier Paolo Pasolini var son till en officer som blev känd för att ha ingripit mot ett attentatsförsök riktat mot Benito Mussolini; modern var folkskollärare. Pasolini avskydde sin fascistiske far och tydde sig till modern. Pasolini var ateist, oortodox marxist och öppet homosexuell och därför en både omstridd och aktad personlighet i det italienska kulturlivet.
År 1939 påbörjade Pasolini studier i litteraturvetenskap, filologi och konsthistoria vid Università di Bologna, och 1945 avlade han examen med ett arbete om poeten Giovanni Pascoli efter att 1942 ha gjort uppehåll i studierna inför befarade bombningar under andra världskriget och flyttat med modern till Casarsa della Delizia i Friulien. 

### Tidig filmkarriär
År 1942 debuterade Pasolini som poet med diktsamlingen Versi a Casarsa, som var skriven på det lokala språket friuliska och vars upplaga han bekostade själv. Under resten av 1940- och 1950-talen gavs flera diktsamlingar av honom ut, samtidigt som han drog sig fram på att skriva artiklar för litterära tidskrifter och kultursidor. Han gick med i kommunistpartiet 1946, då det åter blivit lagligt efter att fascistregimen störtats, men han uteslöts efter en skandal 1949 då han onanerat tillsammans med tonårspojkar. Han blev polisanmäld men händelsen ledde aldrig till åtal.
År 1947 reste Pasolini till Rom första gången för att få kontakt med det intellektuella livet, 1950 lämnade han och modern fadern i Casarsa för gott och begav sig till Rom där Pasolini levde under knappa omständigheter.
År 1954 debuterade han som manusförfattare då han skrev manuset till La donna del fiume (Den åtrådda) som regisserades av Mario Soldati. År 1957 var han med och skrev manuset till Le notti di Cabiria (Cabirias nätter) som regisserades av Federico Fellini.
År 1955 debuterade han som romanförfattare med Ragazzi di vita ("Livets killar"), som filmades 1959 med titeln La notte brava (Den hårda natten) i regi av Mauro Bolognini. Romanen följdes 1959 upp av Una vita violenta ("Ett våldsamt liv"); båda utspelar sig bland småkriminella gäng i Roms fattigkvarter. Una vita violenta filmades 1962 i regi av Paolo Heusch och Brunello Rondi. Diktsamlingen Le ceneri di Gramsci (Gramskis aska) 1957 rörde sig kring samma motivkrets. Pasolini fortsatte att uppehålla sig kring Roms gatuproletariat i debutfilmen Accatone (Snyltaren) 1961 och uppföljaren Mamma Roma 1962 med Anna Magnani.

### Senare filmkarriär
Därefter vände sig Pasolini mot klassiska mytologiska teman. Detta inleddes med Il vangelo secondo Matteo (Matteusevangeliet) 1964, där Pasolinis egen mor spelade Jesus mor Maria. Filmen belönades med Juryns stora pris vid Filmfestivalen i Venedig. Med denna film etablerade han en egen stil med långsamma, tablåartade tagningar och ett skådespeleri präglat av intensiv närvaro och återhållet utspel men samtidigt med starka drag av naivism, den "magma" som Pasolinis stil är förknippad med.
Han återvände till Messias-temat i romanen Teorema 1967 som han filmade året därpå med Terence Stamp, Laura Betti och Silvana Mangano. En besökare utan specifika egenskaper dyker upp i en familj ur borgerskapet, och en efter en förförs familjemedlemmarna som genomgår metamorfoser av frigörelse. Filmen tilldelades de katolska kritikernas pris vid Filmfestivalen i Venedig, ett pris som dock drogs tillbaka efter protester från Vatikanen.
År 1967 regisserade han Edipe re (Kung Oidipus) efter Sofokles Kung Oidipus med Franco Citti i huvudrollen, den amerikanske teatermannen Julian Beck som den blinde siaren Teiresias och den italienske teatermannen Carmelo Bene som kung Kreon. 1969 gjorde han Medea efter Euripides Medea med operastjärnan Maria Callas i huvudrollen.
Med Livets trilogi ville Pasolini skildra en oskuldsfull och öppen sexualitet i den sexuella frigörelsens tecken. Trilogin består av tre filmer med litterära förlagor – Il Decameron 1971 efter Boccaccios Decamerone, Canterbury Tales 1972 efter Chaucers berättelsesamling med samma namn och Il fiore delle mille e una notte 1974 efter sagosamlingen Tusen och en natt.
Senare distanserade han sig från Livets trilogi, då han menade att konsumtionssamhället korrumperat och perverterat sexualiteten och gjort den till en vara. Istället ville han använda sex som metafor för maktutövning i det som skulle bli hans sista film, Salò o le centoventi giornate di Sodoma (Salò, eller Sodoms 120 dagar) 1975. Filmen utspelar sig i den fascistiska Salòrepubliken och bygger på markis de Sades De 120 dagarna i Sodom och Dante Alighieris Infernoskildring i Divina Commedia. Filmen väckte med sin utstuderade sadistiska sexualitet skandal när den kom och förbjöds i flera länder.

### Ordets teater
Under en månadslång konvalescens efter att ha fått blödande magsår 1968 skrev Pasolini utkasten till sex dramer: Orgia (Orgie), Porcile (Svinstian), Calderón, Affabulazione (Drömmer jag?), Pilade (Pylades) och Bestia da stile (ungefär Skrivdjuret). Orgie satte han själv upp på teatern samma år och Svinstian gjorde han film av året därpå. Pjäserna bygger på mytologiskt material hämtat från bland andra Sofokles och Calderón men utspelar sig i nutiden. Precis som i Teorema som kom till vid ungefär samma tidpunkt uppehåller sig Pasolini vid borgerlighetens instängdhet i sig själv, och i flera av pjäserna finns ett Oidipus-tema med tabubelagda sexuella spänningar mellan föräldrar och barn. Språket i pjäserna är långt ifrån naturalistiskt; istället är det ett förhöjt, stiliserat språk och rollfigurerna uttrycker sig ofta i retoriskt avancerade monologer. Pasolini kallade detta för "teatro di parole" (ordets teater).
Först 1992 utkom den postuma romanen Petrolio, en uppgörelse med det kristdemokratiska partiets manövrer för att behålla makten.

### Död
Pasolini slutade sina dagar på stranden i Ostia utanför Rom, en känd mötesplats för homosexuella. Enligt polisen mördades han av en ung homosexuell prostituerad som upprepade gånger körde över hans kropp med bil. Samtidigt finns det påståenden om att Pasolini mördades av Cosa Nostra, då han tidigare blivit hotad, men också att mordet skulle vara en politisk komplott då han ständigt befann sig i konflikt med det kristdemokratiska partiet. Den dömde mannen tog senare tillbaka sitt erkännande och uppgav att han hade blivit hotad till det. Polisutredningen återupptogs utan att leda till några nya resultat.

## Verk

### Filmografi (urval)
- 1961 – Snyltaren
- 1962 – Mamma Roma
- 1964 – Matteusevangeliet
- 1965 – Stora stygga fåglar och små snälla
- 1967 – Kung Oidipus
- 1968 – Teorema
- 1969 – Svinstian
- 1969 – Medea
- 1970 – Decamerone
- 1972 – Canterbury Tales
- 1974 – Tusen och en natt
- 1975 – Salò, eller Sodoms 120 dagar

### Svenska översättningar
- Gramscis aska (urval och svensk tolkning av Arne Lundgren) (Coeckelbergh, 1975)
- Vittnet: kulturpolitiska och filmteoretiska essäer (i urval och översättning av Ingamaj Beck, Filmpoesi översatt av Maria Ortman) (Cavefors, 1979)
- Jordiska rader: dikter 1952-75 (i urval och tolkning från italienska av Carl Henrik Svenstedt) (Fripress, 1988)
- Drömmer jag? (Affabulazione) (översättning Ingvar Björkeson) (Ellerström i samarbete med Italienska kulturinstitutet, 1988)
- Calderón (Calderón) (översättning Ingvar Björkeson) (Ellerström i samarbete med Italienska kulturinstitutet, 1990)
- Skrifter i fel tid (urval och översättning av Ingamaj Beck) (Symposion, 1993)
- Amado mio (Amado mio) (översättning av Gustav Sjöberg) (Italienska kulturinstitutet "C.M. Lerici", 2010)
- Pylades (Pylades) (inledning och översättning av Carl Henrik Svenstedt) (Italienska kulturinstitutet "C.M. Lerici", 2012)
- Jag, askans sångare (Poeta delle ceneri) i svensk tolkning och med efterord av Carl Henrik Svenstedt.  Ellerströms, 2015. ISBN 9789172474239
- Olycksaliga generation, tolkningar av Håkan Sandell och Nina M. Olsson. Smockadoll Förlag, 2020, ISBN 9789189099036

### Teateruppsättningar i Sverige
- 1988 Orgie (Orgia), Stockholms stadsteater, översättning Ingamaj Beck, regi Göran O. Eriksson, med bl.a. Anders Ahlbom Rosendahl[10]
- 1989 Affabulazione - ett ödesspektakel (Affabulazione, utgiven på svenska som Drömmer jag?), Radioteatern, översättning Ingvar Björkeson, regi Peter Ferm, med bl.a. Björn Gedda, Gerhard Hoberstorfer, Ana-Yrsa Falenius, Tomas Pontén & Peter Kneip[11]
- 1990 Calderon, Radioteatern, översättning Ingvar Björkeson, regi Stefan Johansson, med bl.a. Gunnel Broström, Sven Wollter, Erland Josephson, Anders Ahlbom Rosendahl, Ingrid Luterkort, Jan Mybrand & Claes Ljungmark[12]
- 1992 Drömmer jag? (Affabulazione), Teater Satori, Stockholm, översättning Ingvar Björkeson, regi Mikael Lidén[13]
- 1994 Petrolio - ackumulation av materia, Dansens hus , Stockholm, koreografi Cristina Caprioli[14]
- 2007 Orgie, Teater Tribunalen, Stockholm, översättning Ingamaj Beck, regi Henrik Dahl, med Frida Röhl, Johan H:son Kjellgren & Moa Gammel[15]